# Franz Dinghofer

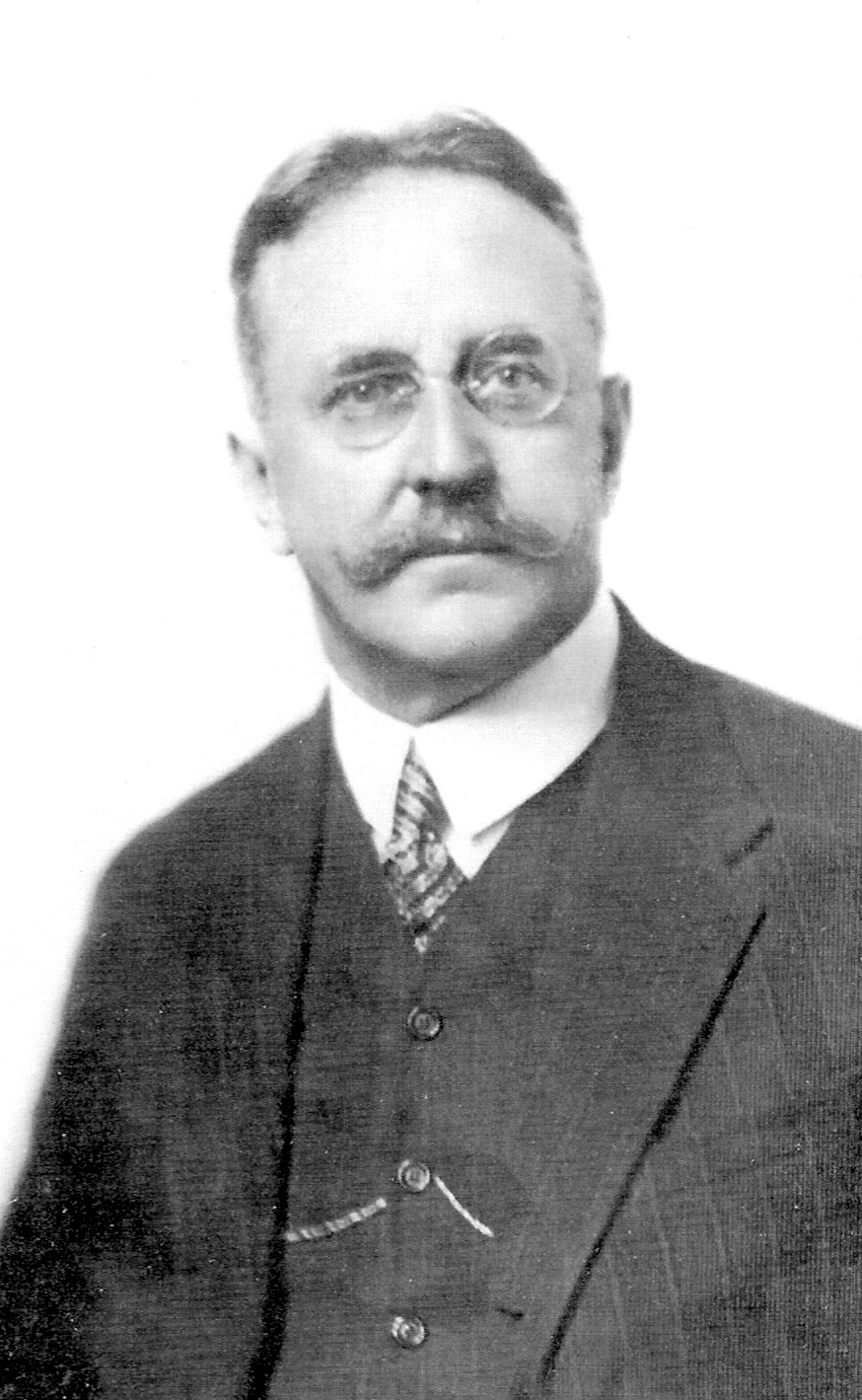
Franz Dinghofer, vermutlich bei seinem Amtsantritt als Bürgermeister von Linz, 1907

Franz Seraph Dinghofer (* 6. April 1873 in Ottensheim, Mühlviertel; † 12. Jänner 1956 in Wien) war ein österreichischer Richter und deutschnationaler Politiker (DnP bzw. GDVP) zur Zeit des Ersten Weltkriegs und der Zwischenkriegszeit. 
Von 1907 bis 1918 war er Bürgermeister der Stadt Linz. Als Präsident der Provisorischen Nationalversammlung für Deutschösterreich rief er im November 1918 die Erste Republik aus. In dieser hatte er anschließend mehrere hochrangige Funktionen inne, etwa als Dritter Nationalratspräsident (1920–1926), Vizekanzler (1926–1927) und Justizminister (1926–1928). Nach seinem Rückzug aus der Politik war er von 1928 bis 1938 Präsident des Obersten Gerichtshofes. Dinghofer war bekennender Antisemit und ab Juli 1940 NSDAP-Parteimitglied.

## Leben und Wirken
Aus einer bereits lange im oberösterreichischen Ottensheim ansässigen Familie stammend – Vater und Großvater waren beide Postmeister und Gastwirte in der Gemeinde –, besuchte er ab 1879 die örtliche Volksschule. Danach wechselte er 1884 ins Gymnasium Freistadt, wo er 1892 maturierte, worauf er ein Jusstudium an der Universität Graz absolvierte. Im Oktober 1892 wurde er Mitglied des Vereins Oberösterreichischer und Salzburger Studenten Graz im Waidhofener Verband (der späteren Burschenschaft Ostmark Graz), der er lebenslang als Alter Herr verbunden blieb. Er wurde 1897 zum Dr. jur. promoviert. 1899 heiratete er die Linzerin Cäcilia Meindl, Besitzerin des „Schöllergutes“ in Linz Waldegg Nr. 57, mit der er einen Sohn und zwei Töchter hatte. 
Nach der Gerichtspraxis beim Landesgericht Linz wurde Dinghofer 1898 Auskultant beim Landesgericht Wien, 1899 Gerichtsadjunkt beim Landesgericht Linz bzw. ab 1901 beim Bezirksgericht Urfahr und im Juni 1902 Richter für Zivil- und Strafsachen beim Bezirksgericht in Urfahr. Als Vertreter der Deutschnationalen gehörte er von 1901 bis 1918 dem Gemeinderat von Linz an, wo er Obmann-Stellvertreter der Rechts- und Finanzsektion war.
Ab 1905 war er Vizebürgermeister und von 1907 bis 1918 Bürgermeister von Linz. Dinghofer war nicht nur der jüngste Bürgermeister einer Stadt mit eigenem Statut Cisleithaniens war, sondern auch das jüngste gewählte Stadtoberhaupt von Linz seit dem Bestehen einer freien Gemeinde. Als Bürgermeister war er Gründer der ersten Schrebergärten in Österreich, in seiner Amtszeit wurde St. Peter eingemeindet. Weiters wurden Grün- und Erholungsflächen ausgestaltet. Dinghofer betrieb aktive Verkehrspolitik und trat für den Ausbau des Eisenbahnnetzes ein. Weiters wurde das Gaswerk kommunalisiert und es wurden städtische Milch- und Fleischverkaufsstellen eingerichtet, um der Teuerung entgegenzusteuern. Arbeiterwohnungen wurden gebaut, Wohnungsgesellschaften gegründet. Weiters wurde das Städtische Jugendamt für durch die Kriegsfolgen verwahrloste junge Menschen errichtet.
Von 1911 bis zur Auflösung Österreich-Ungarns 1918 war er Reichsratsabgeordneter in der Fraktion des Deutschen Nationalverbands. Dinghofer war Begründer des Deutschen Volksbundes. Er bezeichnete sich selbst als Antisemiten und trat für den „Auszug“ der jüdischen Bevölkerung ein. Da Linz während des Ersten Weltkrieges zu den bestversorgten Städten der Monarchie gehörte, weil unter Dinghofer das Lebensmittelamt gegründet und 1914 Brot- und Mehlkarten eingeführt worden waren, wurde man in Wien auf ihn aufmerksam und bot ihm 1917 den Posten des k.k. Ernährungsministers an, den Dinghofer jedoch ausschlug.
Alle deutschen Reichsratsabgeordneten, so auch Dinghofer, wurden beim Zerfall des Vielvölkerstaats im Oktober 1918 Mitglieder der Provisorischen Nationalversammlung für Deutschösterreich, die bis Februar 1919 tagte. Dinghofer wurde von ihr in der Eröffnungssitzung am 21. Oktober 1918 neben dem Christsozialen Jodok Fink und dem Sozialdemokraten Karl Seitz zu einem ihrer drei gleichberechtigten Präsidenten gewählt. Innerhalb des 20-köpfigen Vollzugsausschusses der Nationalversammlung – dem Staatsrat – führte Dinghofer den Vorsitz in der für innere Verwaltung und Verfassung zuständigen Gruppe II. Er hatte am 12. November 1918 den Vorsitz in der Nationalversammlung, als diese auf Antrag des Staatsrates die republikanische Staatsform und die Zugehörigkeit zur deutschen Republik beschloss, und erklärte nach der Abstimmung über die Vorlage: einstimmig angenommen. Als amtierender Präsident verkündete er dann, von seinem sozialdemokratischen Präsidentenkollegen Seitz begleitet, von der Balustrade des Parlamentsgebäudes aus der tausende Menschen zählenden Volksmenge die Entscheidung: „Deutschösterreich ist eine Republik“.
Ab November 1918 gehörte Dinghofer auch der provisorischen Landesversammlung für Oberösterreich an, im Juni 1919 wurde er in den Landtag gewählt. Er wurde am 16. Februar 1919 in die Konstituierende Nationalversammlung gewählt, konnte aber krankheitsbedingt an der Eröffnungssitzung vom 4. März und der Präsidentenwahl vom 5. März nicht teilnehmen, weshalb seine Wahl zum Dritten Präsidenten erst am 12. März 1919 stattfand. Um die Zersplitterung der deutschnationalen und deutschfreiheitlichen Abgeordneten zu überwinden, initiierte Dinghofer 1919 die Großdeutsche Vereinigung, aus der 1920 die deutschnational und antisemitisch gesinnte Großdeutsche Volkspartei hervorging. Die Bedingungen des Vertrags von Saint-Germain lehnte er ab, insbesondere das Verbot einer Vereinigung mit dem Deutschen Reich, und forderte eine Revision des Vertrags sowie eine Volksabstimmung über den Anschluss. Im der Nationalversammlung mit dem Inkrafttreten des Bundes-Verfassungsgesetzes am 10. November 1920 nachfolgenden, am 17. Oktober 1920 neu gewählten Nationalrat wurde er für die I. Gesetzgebungsperiode zum Dritten Präsidenten gewählt, ebenso für die am 20. November 1923 begonnene II. Gesetzgebungsperiode.
Ab 1924 war er Vorsitzender Rat beim Oberlandesgericht Wien. Dinghofer hatte eine Führungsrolle im antisemitischen und antisozialistischen Geheimbund Deutsche Gemeinschaft inne.
Am 20. Oktober 1926 trat er als Dritter Präsident des Nationalrates in Hinblick auf seine Aufnahme in die Bundesregierung zurück. In der Regierung Ignaz Seipels war er von 20. Oktober 1926 bis 19. Mai 1927 Vizekanzler, danach Bundesminister im Bundeskanzleramt und von 1927 bis 1928 Bundesminister für Justiz. Infolge der Affäre Béla Kun trat Dinghofer am 4. Juli 1928 als Justizminister ab und zog sich aus der Politik zurück.
Dinghofer kehrte noch 1928 zu seinem Beruf zurück, übersiedelte im Jahre 1929 in die Bundeshauptstadt (1. Bezirk, Uraniastraße 4) und war insgesamt zehn Jahre lang Präsident des Obersten Gerichtshofes, bis er am 11. Mai 1938 (nach dem „Anschluss“ Österreichs) in den Ruhestand versetzt wurde.
1938 soll es im Bereich des Schöllerguts an der heutigen Linzer Hanuschstraße, das seine inzwischen verstorbene Gattin in die Ehe eingebracht hatte, zu Enteignungen gekommen sein. Als Ersatz dafür kaufte sich Dinghofer im Jahr 1940 die Villa Sarsteiner in Bad Ischl, Bauerstraße 11. Außerdem war er an der Arisierung des oberösterreichischen Bergbaubetriebes Kamig beteiligt.
Das Mauthausen Komitee Österreich (MKÖ) und das Netzwerk gegen Rassismus und Rechtsextremismus legten am 14. März 2019 nach Recherchen beim deutschen Bundesarchiv in Berlin Belege vor, wonach Franz Dinghofer am 18. April 1940 die Aufnahme in die NSDAP beantragte und zum 1. Juli desselben Jahres aufgenommen wurde (Mitgliedsnummer 8.450.902).

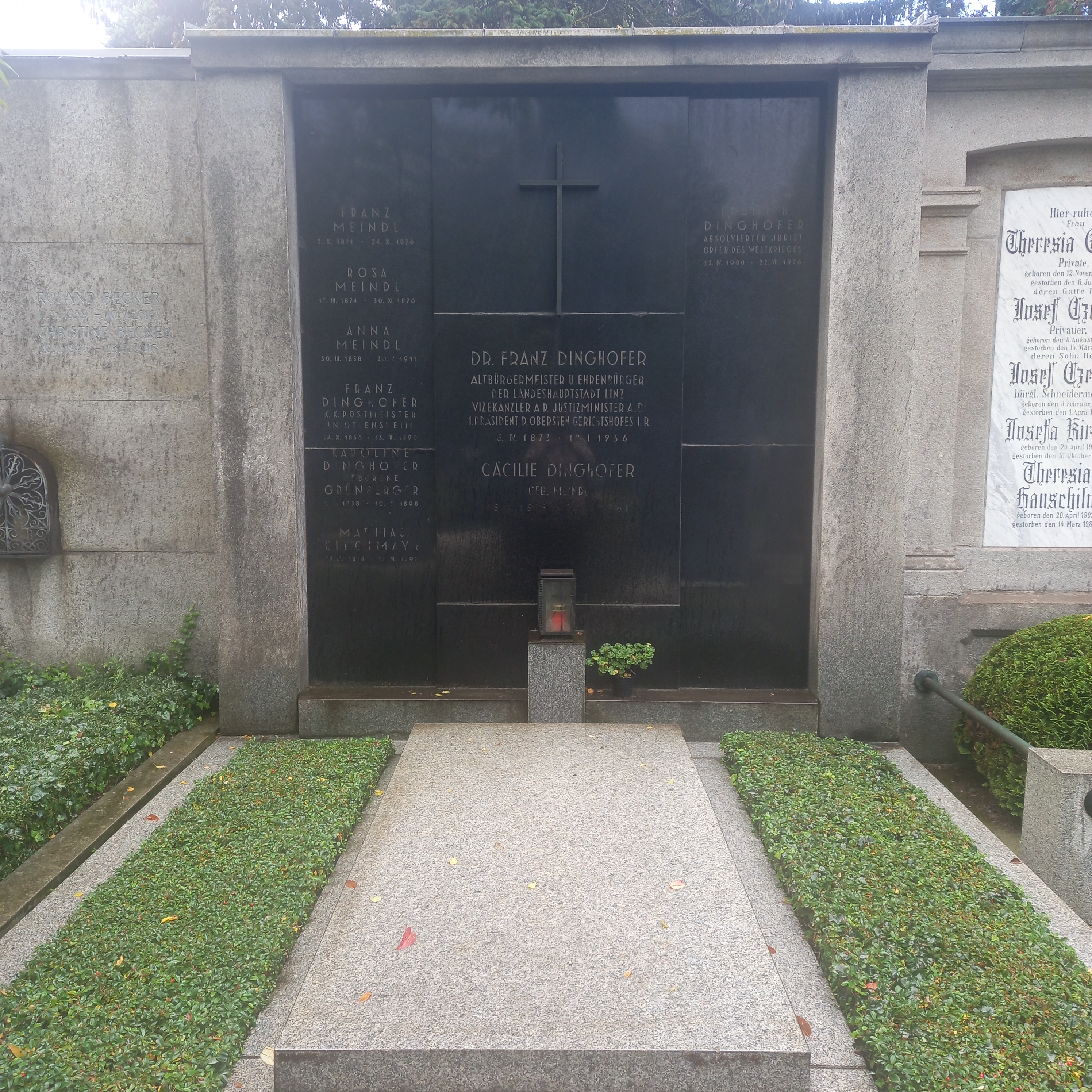
Das Grab von Franz Dinghofer und seiner Ehefrau Cäcilie geborene Meindl im Familiengrab auf dem St. Barbara-Friedhof in Linz

Dinghofers Familie lebte bis 1945 in Wien, nach Kriegsende in Bad Ischl. Franz Dinghofer trat 1953 noch dem VdU als einfaches Mitglied bei, verstarb im 83. Lebensjahr am 12. Jänner 1956 und wurde auf dem St.-Barbara-Friedhof in Linz (Sektion 15, Gruft) beigesetzt.

## Rezeption
Anlässlich des 92. Jahrestages der Ausrufung der Republik Österreich fand im Jahre 2010 im Parlament auf Initiative des Dritten Nationalratspräsidenten Martin Graf (FPÖ) ein Symposium zu Ehren Franz Dinghofers statt. Im Vorfeld dieses Symposiums kam es auch zur Gründung des Dinghofer-Instituts, Studiengesellschaft für Politikforschung (DI). Das Dinghofer-Institut versteht sich als privater, nicht gewinnorientierter Verein mit dem Zweck der Förderung von Forschung und Lehre in den Bereichen Rechtswissenschaften, Medizin, Theologie und Ethik sowie Philosophie, insbesondere der Rechtsphilosophie.
In Linz und in Ottensheim ist jeweils eine Straße nach Franz Dinghofer benannt.
Die Linzer Grünen fordern eine Debatte über die Umbenennung der Linzer Dinghoferstraße, weil der ehemalige Bürgermeister Mitglied der NSDAP war. Zumindest sollten die Straßenschilder mit entsprechend informierenden Zusatztafeln versehen werden. Die Forderungen der Grünen beziehen sich auf Recherchen des Mauthausen Komitee Österreich (MKÖ). Das MKÖ berichtete am 14. März 2019 von einer Anfrage beim Bundesarchiv in Berlin, ob Dinghofer NSDAP-Mitglied war. Die Auskunft des Bundesarchivs lautete: Dinghofer habe sich 1940 um die Aufnahme in die NSDAP bemüht, diese sei ihm bereits nach zweieinhalb Monaten gewährt worden. MKÖ-Vorsitzender Willi Mernyi erklärte, Dinghofer habe, soweit bekannt sei, kein Verbrechen begangen. Aber er habe ein Verbrecherregime unterstützt. Kritik gab es in diesem Zusammenhang auch an einer ORF-Dokumentation, in der Dinghofer als „Baumeister der Republik“ bezeichnet wurde. In der ORF-III-Produktion wurde die Nähe Dinghofers zum Nationalsozialismus allerdings ausgeklammert. Die Dokumentation wurde am 18. Februar 2019 von ORF-Generaldirektor Alexander Wrabetz, Vizekanzler und FPÖ-Bundesparteiobmann Heinz-Christian Strache sowie der Dritten Nationalratspräsidentin Anneliese Kitzmüller (FPÖ) im Palais Epstein der Öffentlichkeit präsentiert.